# Canes-Venatici-I-Zwerggalaxie
Canes Venatici I oder CVn I ist eine spheroidale Zwerggalaxie (dSph) im Sternbild der Jagdhunde. Sie wurde 2006 in Aufnahmen der Durchmusterung des Sloan Digital Sky Survey entdeckt.
Sie ist Stand 2011 eine der am weitest entfernten Satellitengalaxien unserer Milchstraße zusammen mit Leo I und Leo II.
Die Galaxie ist etwa 220 kpc von unserem Sonnensystem entfernt und hat eine Fluchtgeschwindigkeit von näherungsweise 31 km/s.

Sie besitzt ein Achsenverhältnis von 2,5 zu 1 und einen Halblichtradius von etwa 550 pc.

## Eigenschaften

### Leuchtkraft
CVn I ist ein relativ lichtschwacher Trabant der Milchstraße. Die integrale Leuchtkraft ist mit seiner absoluten Helligkeit von −8,6 m gerade einmal 230.000 mal diejenige der Sonne.
Demgegenüber entspricht die Gesamtmasse ungefähr 27 Millionen Sonnenmassen. Damit kommt die Zwerggalaxie zu einem Masse-Leuchtkraft-Verhältnis von rund 220. Dieses hohe Verhältnis ist ein Hinweis auf eine starke Dominanz dunkler Materie in dieser Galaxie.

### Metallizität
Die Sternenpopulation von CVn I wird vornehmlich durch alte Sterne beherrscht, die bereits vor 10 Milliarden Jahren entstanden. Die Metallizität dieser alten Generation ist zudem mit seinen [Fe/H] ≈ −2.08 ± 0.02 sehr gering. Die Sonne enthält zum Vergleich etwa 110 mal mehr schwere Elemente.
CVn I enthält auch etwa 60 RR Lyrae Sterne.

Die Zwerggalaxie enthält ebenfalls einen kleinen Anteil an jüngeren Sternen in einem Alter von etwa 1 bis 2 Milliarden Jahren. Diese Generation zeichnet sich durch eine Metallizität von [Fe/H] ≈ −1.5 aus, macht etwa 5% der Masse und 10 % des Lichts der Galaxie aus und ist konzentriert zum Zentrum der Galaxie.
Momentan ist in CVn I keine Sternentstehung festzustellen; es konnte bei den Messungen bis jetzt auch kein neutrales Wasserstoffgas gefunden werden (Obergrenze hierfür in etwa 30.000 Sonnenmassen).